# ア・テストーニ
ア・テストーニは、1929年にイタリアのボローニャにて創業した紳士靴ブランド。その靴はイタリアの靴デザインを象徴するとも言われる。

## 概要
ブランド名は昔から靴職人をしていた家系に生まれたアメデオ・テストーニの名に由来する。ブランドとしては、1960年代に成長し、アメリカ合衆国などへ海外展開を進める。
2012年現在はレディースの靴も展開しており、パンプスやブーツなどが人気。その他、バッグ、財布など皮製品を取り扱っている。日本では銀座に旗艦店を構え、その他髙島屋（日本橋・大阪・横浜・玉川）などにショップ、三越伊勢丹の靴売り場等で取り扱いがある。

## 製法
ア・テストーニの靴は、第二次世界大戦後にアメデオ・テストーニが完成させた独自技術「ボロネーゼ製法」で作られており、逆に言うとボロネーゼ製法の代名詞ともいえる。
ボロネーゼ製法とはマッケイ製法を発展させた製法で、裏革を袋状に縫い合わせ、半中底を使用しており、柔軟性に富み足当りが柔らかく、履き心地が良く、かつ高いデザイン性を追求できると言われている。ア・テストーニはこのボロネーゼ製法を伝統的に守り続けている。（バリーもこの手法を採用した靴がある）
一般的に靴の製法としては総合的に見て、ボロネーゼ製法やマッケイ製法よりもグッドイヤーウェルテッド製法やハンドソーンウェルテッド製法の方が高く評価される向きにある。ボロネーゼ製法は、確かに堅牢さや複数回の修理に耐えられる構造かという点では劣るものの、履き心地は寧ろグッドイヤー製法よりも柔らかい。というのも、ア・テストーニのボロネーゼ製法靴は、足の前半分を袋状に仕立てた構造で包み込むため足へのフィット感が良く、グッドイヤーウェルト特有のレール状内部パーツ（リブ）による固さが無いためソールのしなりに無理がなく、結果として蹴り出す足の動きに自然に吸い付いてくると言われる。
このボロネーゼ製法は全177工程に渡り、かつその大部分は大変複雑で（特に裏張りとアーチを袋状に縫い合わせるには特殊な技術を用いる）、その他、レザーの切り替え部分を薄く削いで巻き込むフィレットーネなど独特の技法を持つ。
これら技法の習熟度により靴の仕上がりが大きく左右されるため、ア・テストーニでは2008年現在でも、生粋の靴職人による手作業で一足ずつ丁寧に作り上げられている。
同じイタリアの高級靴ブランド創業者であるステファノ・ブランキーニ、エンツォ・ボナフェが、ア・テストーニ門下の職人として靴作り修行をしていた事は、つとに有名。